# Portoscuso
Portoscuso – miejscowość i gmina we Włoszech, w regionie Sardynia, w prowincji Sud Sardynia.
Według danych na rok 2004 gminę zamieszkiwały 5392 osoby, 138,3 os./km². Graniczy z Carbonia, Gonnesa i San Giovanni Suergiu.